# 团香果
团香果（学名：Lindera latifolia）为樟科山胡椒属下的一个种。